# جوردن فيتزباتريك
جوردن فيتزباتريك (بالإنجليزية: Jordan Fitzpatrick) هو لاعب كرة قدم بريطاني، ولد في 15 يونيو 1988 في ستوربريدج في المملكة المتحدة. لعب مع نادي هيرفورد ونادي ووستر سيتي ووولفرهامبتون واندررز.

## وصلات خارجية
- جوردن فيتزباتريك على موقع قاعدة بيانات كرة القدم.إي يو (الإنجليزية)